# Isotoma (genre)
Genre
Isotoma est un genre de collemboles de la famille des Isotomidae.

## Liste des espèces
Selon Checklist of the Collembola of the World (version du 2 septembre 2019) :
- Isotoma acrea Wray, 1953
- Isotoma anglicana Lubbock, 1862
- Isotoma arctica Schött, 1893
- Isotoma aspera Bacon, 1914
- Isotoma burkhardti Winter, 1967
- Isotoma caeca Reuter, 1880
- Isotoma caerulea Bourlet, 1839
- Isotoma crassicornis (Handschin, 1926)
- Isotoma decorata Brown, 1926
- Isotoma delta MacGillivray, 1896
- Isotoma diverticula Yosii, 1966
- Isotoma exiguadentata Salmon, 1941
- Isotoma fasciata Börner, 1909
- Isotoma finitima Scherbakov, 1899
- Isotoma fulva Schäffer, 1897
- Isotoma galapagoensis Jacquemart, 2011
- Isotoma gandhi Rapoport & Rubio, 1968
- Isotoma glauca Packard, 1873
- Isotoma gracilliseta Börner, 1909
- Isotoma grana Lee & Kim, 1993
- Isotoma hibernica Carpenter, 1906
- Isotoma himalayana (Baijal, 1955)
- Isotoma incerta (Nicolet, 1847)
- Isotoma innominata Yosii, 1963
- Isotoma iranica Arbea & Kahrarian, 2015
- Isotoma kosiana Bagnall, 1949
- Isotoma littoralis (Tanaka, 1981)
- Isotoma longispina (Mac Gillivray, 1893)
- Isotoma mackenziana (Hammer, 1953)
- Isotoma malvinensis Wahlgren, 1906
- Isotoma manubriata Mac Gillivray, 1896
- Isotoma masatierrae Schött, 1921
- Isotoma melanocephala Börner, 1909
- Isotoma modesta Nicolet, 1845
- Isotoma nepalica (Yosii, 1966)
- Isotoma nishihirai Yosii, 1965
- Isotoma ornata Wahlgren, 1906
- Isotoma pallidafasciata Salmon, 1941
- Isotoma perkinsi Carpenter, 1904
- Isotoma pinnata Börner, 1909
- Isotoma plumosa (Salmon, 1969)
- Isotoma protocinerea Handschin, 1926
- Isotoma rhopalota Scherbakov, 1898
- Isotoma riparia (Nicolet, 1842)
- Isotoma sarkundensis Baijal, 1958
- Isotoma schalleri Winter, 1967
- Isotoma semenkevitshi Scherbakov, 1898
- Isotoma silvatica Schäffer, 1897
- Isotoma sinensis Yue & Yin, 1999
- Isotoma spelaea Joseph, 1882
- Isotoma spinicauda (Bonet, 1930)
- Isotoma subcaerulea Kos, 1952
- Isotoma subviridis Folsom, 1937
- Isotoma tahitiensis Salmon, 1964
- Isotoma termitophila Womersley, 1934
- Isotoma tesselata Rapoport, 1962
- Isotoma tigrinella Wahlgren, 1906
- Isotoma tridenticulata Schäffer, 1896
- Isotoma tridentifera Schött, 1917
- Isotoma tridentina Tarsia, 1941
- Isotoma turbotti (Salmon, 1949)
- Isotoma vaillanti Murphy, 1958
- Isotoma variodentata Dunger, 1982
- Isotoma viridis Bourlet, 1839

## Publication originale
- Bourlet, 1839 : « Mémoire sur les Podures ». Mémoires de la Société Royale des Sciences, de l'Agriculture et des Arts de Lille, vol. 1, p. 377-418 (texte intégral).